# Euclystis laloides
Euclystis laloides är en fjärilsart som beskrevs av William Schaus 1911. Euclystis laloides ingår i släktet Euclystis och familjen nattflyn. Inga underarter finns listade i Catalogue of Life.